# Монстры (фильм, 2010)
«Монстры» (англ. Monsters) — британский научно-фантастический фильм ужасов 2010 года. Фильм является дебютной режиссёрской работой Гарета Эдвардса, снятой по собственному сценарию. Эдвардс также выступил в качестве оператора, художника-постановщика и художника по визуальным эффектам.
Премьера фильма «Монстры» состоялась на фестивале South by Southwest 13 марта 2010 года. Спустя несколько часов компания Magnetic Releasing приобрела права на его распространение в Северной Америке. В России фильмы вышел в прокат 30 сентября 2010 года. В США он был выпущен в ограниченный прокат 29 октября 2010 года. В целом фильм получил положительные отзывы и имел кассовый успех, заработав $4,2 млн.
Слоган фильма: «После шести лет они больше не чужие. Они обитатели» (англ. «After six years, they're no longer aliens. They're residents»).
В 2014 году вышло продолжение — фильм «Монстры 2: Тёмный континент».

## Сюжет

### Предыстория
Шесть лет назад на Землю вернулся зонд NASA, посланный в дальние уголки Солнечной системы для поиска внеземной жизни. Его миссия была успешной, но по ошибке он упал на территорию центральной Мексики. Из обломков зонда выбираются странные существа и начинают уничтожать военных, гражданских и спасателей. Вдобавок из зонда вырывается смертельный вирус, крайне опасный для человека. Население из района эвакуируется. Большая часть Мексики становится Зоной заражения и блокируется американскими войсками на севере и мексиканскими на юге. Проход по ней запрещен и внутри Зоны остается лишь около сотни человек, называющих себя «выживистами».

### Наше время
Американский журналист-фотограф Колдер хочет сделать репортаж о событиях возле Зоны со стороны Мексики, однако его босс, главный редактор газеты, поручает ему доставить домой свою дочь Саманту, также оказавшуюся в Мексике. Колдеру и Саманте удаётся добраться до порта и за огромные деньги (5000 долларов) купить Саманте билет на паром Мексика-США. Однако когда оказывается, что у Колдера выкрали паспорта и билеты, им остаётся пробираться в США по самой Зоне нелегально; сначала на машине, потом на лодке, затем снова на машинах. В лесу, по которому проходит их путь, они видят следы заражения и узнают, что у существ начинается брачный период, во время которого они особо опасны.
Во время нападения монстра (похожего на гигантского ходячего осьминога) проводники гибнут, а пара отправляется дальше к Стене, отделяющей Зону от территории США. Перебравшись через Стену, Колдер и Саманта обнаруживают только разрушения и не видят людей. На автозаправке, где есть электричество, они останавливаются и вызывают военный патруль, а также звонят домой. Внезапно появляется существо, а затем с другой стороны ещё одно, и Колдер с Самантой наблюдают их брачные игры. Потом существа расходятся, а приехавший патруль забирает молодых людей.
(Конец истории показан в начале фильма как флешфорвард: патруль с Колдером и Самантой едет в город, но по дороге на них нападает существо, которое военные расстреливают с вертолётов).

## В ролях
- Уитни Эйбл (Whitney Able) — Саманта Уинден
- Скут Макнейри — Эндрю Колдер

В фильме всего два актера. Остальные роли исполнили люди, случайно оказавшиеся на месте съёмок. Уитни Эйбл и Скут Макнейри были выбраны режиссёром Гаретом Эдвардсом не случайно: ему было важно, чтобы между актерами в реальной жизни существовали чувства, которые могли быть заметны на экране. Увидев Уитни и Скута, которые в то время встречались, Эдвардс, поговорив с ними несколько минут, сказал: «Да, это они!» Вскоре после премьеры ленты «Монстры» летом 2010 года Уитни Эйбл и Скут Макнейри стали мужем и женой.

## Производство

### Разработка
Во время учебы в университете в 1996 году Эдвардс снял в пригороде, короткометражный фильм о монстрах. Сначала он хотел развить эту идею, но после выхода «Войны миров» Эдвардс посчитал, что она «больше не будет особенной». Учитывая, что будущий фильм будет малобюджетным, Эдвардс принял решение снять его в стиле найденной пленки, на подобие фильма «Ведьма из Блэр», только в изначально задуманной концепции с пришельцами. Узнав об аналогичной подаче фильма «Кловерфилд», Эдвардс отказался от этой идеи и перешел к концепции, «где война (идет) где-то на другом конце света, и никому нет до этого дела.»
Идея фильма пришла к Эдвардсу, когда он наблюдал за тем как рыбаки пытались вытащить сети, он представил себе монстра находящегося внутри. У него была идея снять фильм о чудовищах «спустя годы после окончания большинства других фильмов о монстрах, когда люди не бегают и не кричат, но жизнь продолжается» и «где гигантское, мертвое морское чудовище считается совершенно нормальным.»

### Предварительная подготовка
Гарет Эдвардс предложил свою идею Vertigo Films, где продюсер Джеймс Ричардсон попросил его для начала посмотреть «В поисках полуночного поцелуя» в качестве примера работы над низкобюджетным фильмом.

## Бюджет
Считается одним из самых экономных фильмов, вышедших в широкий прокат в истории современного кинематографа, его бюджет составил $15 тыс.. Несколько позже автор фильма сообщил в интервью, что 15 тыс. — это только «office costs» (например, стоимость оборудования), что не есть весь бюджет фильма. Полный бюджет он не сообщил, сказав лишь, что он менее $500 тыс..
На съёмочной площадке присутствовало всего 6 человек, фильм снимался на камеры потребительского уровня. Все съёмки велись непосредственно на неподготовленных местах натурных съёмок, часто использованных без предварительных согласований.
В кинопрокате фильм, однако, заработал $4,2 млн, показав впечатляющий коэффициент кассового успеха (ККУ) 8,4, режиссёр получил в профессиональной среде репутацию человека с особым взглядом на хорроры о гигантских созданиях, и продюсеры доверили ему съёмку ремейка «Годзиллы» с бюджетом $160 млн.

## Даты выхода
В России — 30 сентября, дистрибьютор ВолгаФильм. США — 29 октября 2010.
Фестивали: 64-й Эдинбургский кинофестиваль., Каннский кинофестиваль 2010.

### Обзоры
- Бюджетные чудовища
- Что-то страшное
- «Монстры»: Недорогие мои!